# Skylight (Frankfurt am Main)
Das Skylight ist ein nach dem Prinzip der „Stadt in der Stadt“ konzipierter Büro-, Geschäfts- und Wohnkomplex zwischen Bleichstraße, Brönnerstraße, Stephanstraße und Katzenpforte in der Innenstadt von Frankfurt am Main. Das Hauptgebäude wird im Nordwesten der Anlage durch ein 66 Meter hohes Wohnhochhaus ergänzt. Der Komplex wurde am 6. September 2001 eröffnet.
Die Gebäudegruppe entstand 1999–2001 nach einem Entwurf von Richard Rogers Partnership und ABB Architekten für die DeTe Immobilien Planung und Baumanagement, die Baukosten betrugen rund 51 Millionen Euro. Gegenwärtiger Eigentümer ist die Deka Immobilien GmbH.

## Geschichte
Das Areal liegt auf dem Gelände der erst nach 1333 gegründeten Frankfurter Neustadt, das im Mittelalter und der frühen Neuzeit, direkt hinter den Befestigungsanlagen gelegen, nur sehr lose bebaut war. Die ältesten Stadtpläne des 16. und 17. Jahrhunderts zeigen dort vor allem ausgedehnte Gärten, die überwiegend als Bleichgärten, vereinzelt dem Adel und Patriziat der dicht bebauten Altstadt als Rückzugsgebiet dienten. Direkt im Osten grenzte der damals noch weit größere Fried- und Kirchhof der Peterskirche an.
Im fortgeschrittenen 18. Jahrhundert entstanden auf dem Gelände unter Einbeziehung von Bausubstanz, die mindestens bis in das 15. Jahrhundert zurückreichte, die Gebäude der 1763 begründeten Dr. Senckenbergischen Stiftung; darunter das 1771–79 errichtete älteste Bürgerhospital. Die mittelalterliche, heute wieder vorhandene Straße Katzenpforte wurde damals aufgegeben, um das westlich angrenzende, spitz zum Eschenheimer Turm laufende Areal mitnutzen zu können.

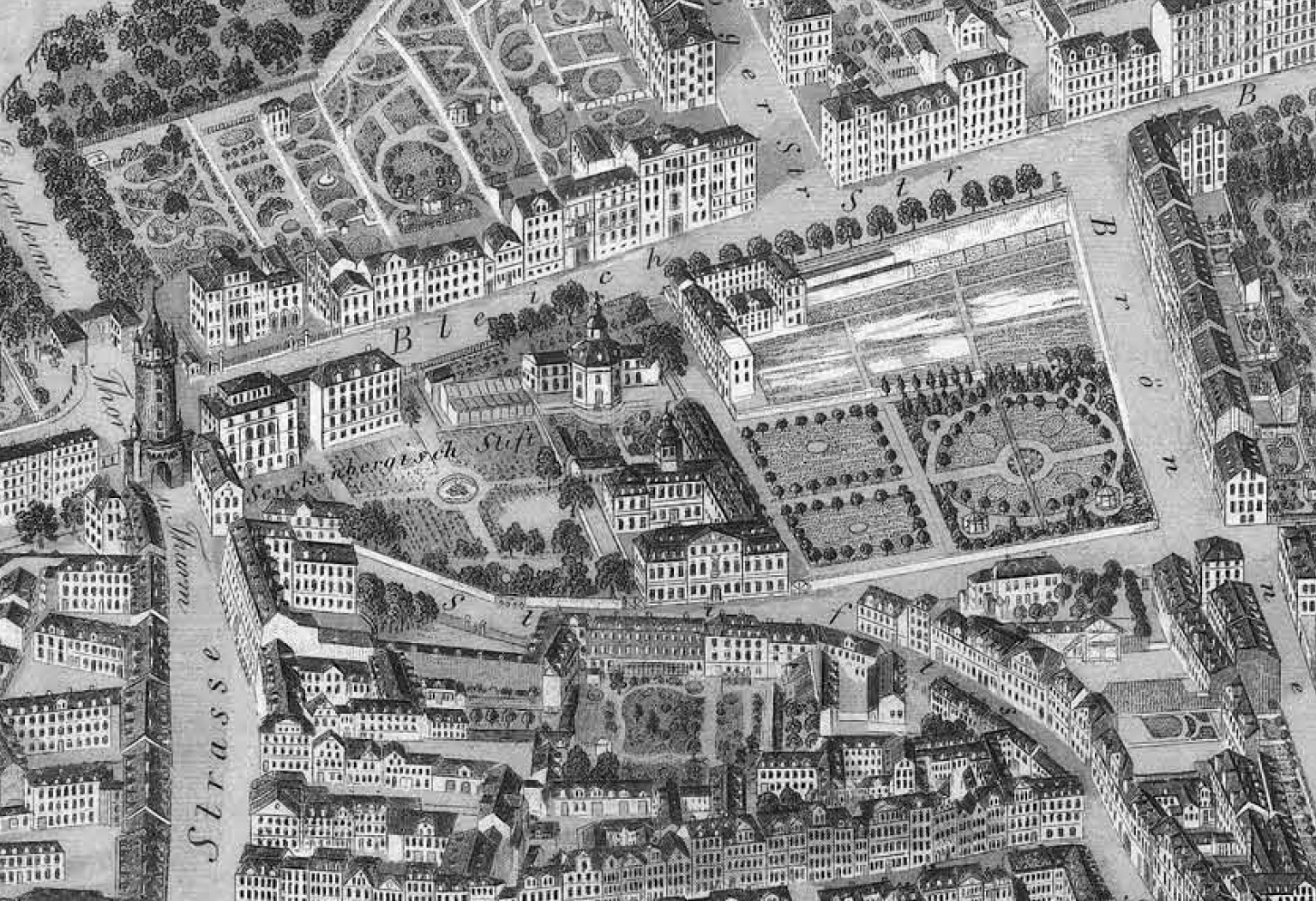
Ansicht auf dem Delkeskamp-Plan von 1864: östlich des Senckenberg-Geländes eine Freifläche, auf dem wenige Jahre später das zweite Bürgerhospital entstehen sollte

Nach der Entfestigung der Stadt im frühen 19. Jahrhundert änderte sich das Umfeld: Im Zuge des allmählichen Bevölkerungswachstums und des im Klassizismus zunehmenden Wunsches, außerhalb der eng bebauten Altstadt zu wohnen, kam es zu einer starken Nachverdichtung der bis dahin ländlich gebliebenen Neustadt. Neubauten entstanden vor allem entlang der Bleichstraße und der Brönnerstraße, wobei diese an letzterer als eine der letzten Straßen der Innenstadt bis heute fast vollständig erhalten sind.
1866 erfolgte der Abbruch des ältesten Bürgerhospitals, 1871–75 entstand dort auf einem nahezu mit dem Gelände des heutigen Skylight deckungsgleichen Areal nach Plänen des 1865 verstorbenen Architekten Oscar Pichler unter Rudolf Heinrich Burnitz das zweite Bürgerhospital. Aufgrund des rapiden Wachstums der Stadt – bis 1900 hatte sich die Einwohnerzahl gegenüber 1870 nahezu verdreifacht – war der Neubau aber schon nach 30 Jahren wieder unterdimensioniert.
1903 schloss die Dr. Senckenbergische Stiftung daher einen Vertrag mit der Stadt Frankfurt am Main. Nach dem Vertrag fiel das alte Stiftungsgelände der Stadt zu, die im Austausch dafür ein Areal an der Nibelungenallee zur Verfügung stellte. Dort entstand das auch heute noch heute genutzte dritte Bürgerhospital. Dabei wurden Teile der alten Gebäude ebenso wie die Grabstätte des Stifters Johann Christian Senckenberg an den neuen Standort transloziert.
Mit dem Abriss des zweiten Bürgerhospitals nach 1907, als der Neubau im Nordend bezugsfertig war, stand das Gelände an der Bleichstraße erneut als Bauland zur Verfügung. Auf dem späteren Skylight-Areal entstand 1919/20 das Postscheckamt, auf dem westlich davon nach Abriss der letzten Gebäude der Senckenbergischen Stiftung das Ufa-Kino Groß-Frankfurt, nun wieder getrennt von der erneut gewidmeten Straße Katzenpforte. Im Zweiten Weltkrieg wurde das Postscheckamt nach Schadensplänen und Fotografien aus der Nachkriegszeit bei den Luftangriffen auf Frankfurt am Main nur gering beschädigt und konnte bald wieder seine ursprüngliche Nutzung aufnehmen.
1986 bezog die Post einen Neubau am Marbachweg, Anfang 1995 erfolgte nach Jahren des Leerstands der Abbruch des Altbaus. Auf dem brach liegenden Gelände errichtete nach mehrjähriger Verzögerung der neue Eigentümer, die Telekom-Tochter DeTe Immobilien Planung und Baumanagement, von 1999 bis 2001 das Skylight-Projekt nach Plänen der Büros von Richard Rogers und ABB Architekten.

## Architektur

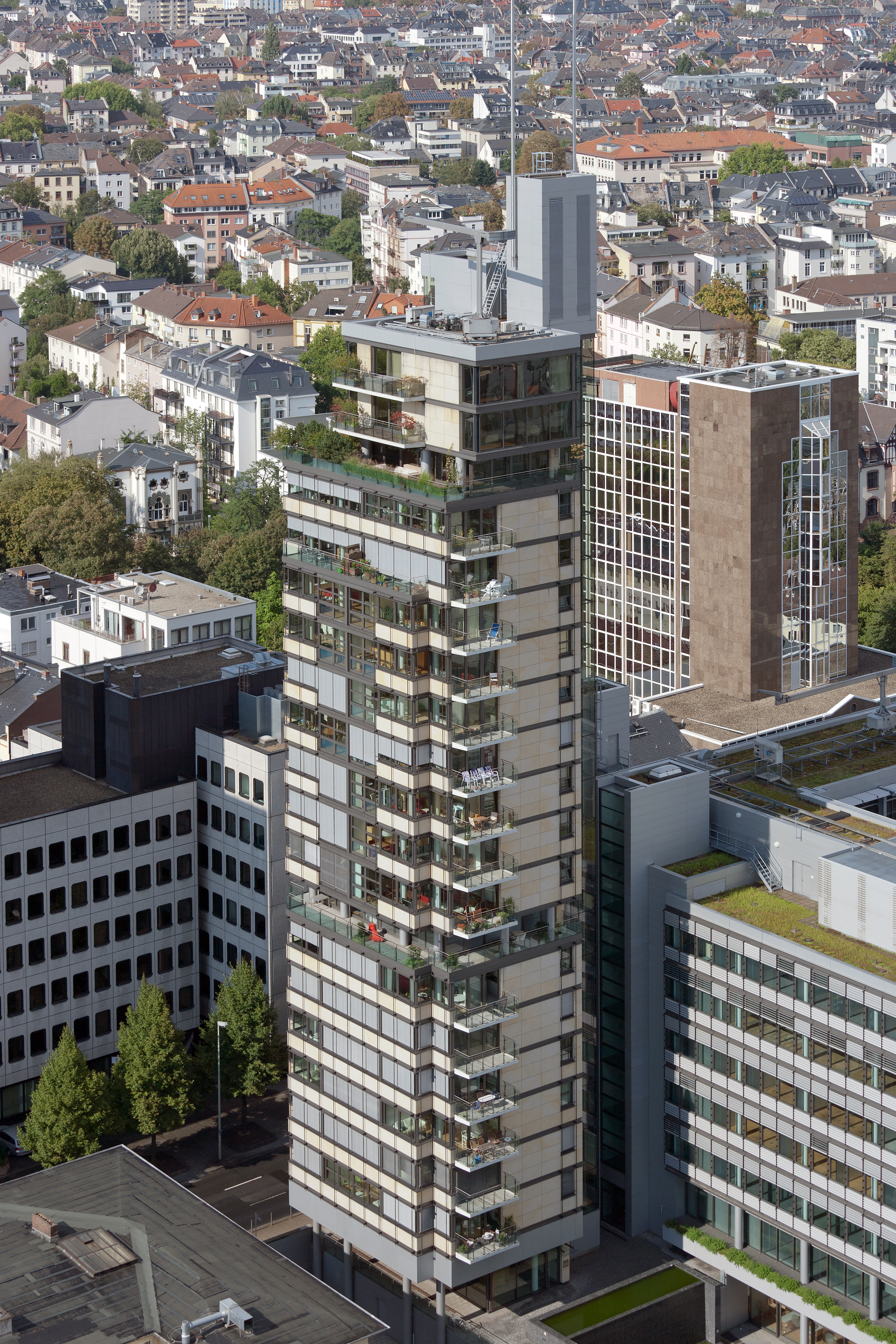
Wohnhochhaus, vom Nextower beim Palais Quartier aus gesehen, August 2011

Die Anlage besteht aus einem im Grundriss E-förmigen, zwischen sechs und acht Stockwerke hohen Hauptgebäude, das in seinem breitesten Flügel an der Bleichstraße 70 Meter, in seiner längsten Ausdehnung an der Katzenpforte 70 Meter bemisst. Das Hauptgebäude beherbergt in den Erdgeschossen Geschäfte und Gastronomie, in den Obergeschossen Büros, wobei der Querriegel an den Katzenpforte 50 Wohnungen bereitstellt.
Vor die durch die Anlage zur Brönnerstraße offene Ostseite sind vier eigenständige, jedoch mit dem Zentralbau verbundene und architektonisch gleichartige Punktwohnhäuser platziert, wodurch sich ein großer nördlicher und ein etwas kleinerer südlicher Innenhof ergibt. Des Weiteren ist in der nordwestlichen Ecke ein nach Westen aus dem Grundriss heraustretendes Wohnhochhaus angeschlossen, das sich in 21 Stockwerke mit 40 Wohnungen aufteilt.
Südlich davon befindet sich zwischen Katzenpforte und dem Hauptgebäude bis hinunter zur Stephanstraße der Hans-Flesch-Platz, der im Wesentlichen durch die bewusst nach außen geführten Lüftungsrohre der Tiefgarage gestaltet ist. An der Katzenpforte befindet sich auch die Einfahrt zum dreistöckigen Kellergeschoss, das Tiefgarage, Haustechnik und Lagerräume für die Bewohner kombiniert.
Fußläufige Eingänge befinden sich im Südwesten an der Stephanstraße (A), auf mittlerer Höhe an der Katzenpforte (B), im Nordwesten zum Wohnhochhaus an der Ecke Katzenpforte und Bleichstraße (C) sowie an der Ostseite des Längsflügel zur Brönnerstraße (D).
Architektonisch verarbeitet das Gebäude verschiedene Strömungen: Die Kubatur von streng in rechten Winkeln zueinander stehen Bauteilen entspricht der klassischen Moderne. Details wie die Platzgestaltung an der Katzenpforte, der Sockel des Wohnturms sowie die Verwendung von mattem Metall als Fassadenverkleidung weisen auf die High-Tech-Architektur, Elemente der Postmoderne finden sich vor allem in der allgemeinen Gestaltung der übrigen Fassaden und der Natursteinverkleidung des Wohnturms.